# Erylus soesti
Erylus soesti är en svampdjursart som beskrevs av Mothes och Lerner 200. Erylus soesti ingår i släktet Erylus och familjen Geodiidae. Inga underarter finns listade i Catalogue of Life.